# Kieswijzer
Een kieswijzer vat de standpunten van politieke partijen ten aanzien van bepaalde onderwerpen samen. Het doel is de kiezers te ondersteunen bij hun besluitvorming.
Een kieswijzer kan uitgevoerd zijn als gedrukte tabel, maar ook als computerprogramma of website.
Dit hulpmiddel werd in 1984 in Nederland uitgevonden door vakdidacticus/leraar Huub Philippens die hem publiceerde in het werkboek van zijn methode Politiek Prisma (Wolters-Noordhoff 1984). Nadat hij die ook twee jaar later publiceerde in het blad Politieke & Sociale Vorming nr 7, november 1986, uitgegeven door NVLM en SBK, nam deze laatste hem over en verspreidde die oa op diskette in 1989. 
De belangrijkste kieswijzers zijn de StemWijzer en het Kieskompas, die bij de Tweede Kamerverkiezingen van 2006 volgens eigen zeggen beide meer dan een miljoen keer geraadpleegd werden.
Een kieswijzer wordt ook wel een 'stemtest' genoemd, zoals in het televisieprogramma van de Vlaamse VRT: Doe de stemtest.